# Центрифужна зброя
Центрифужна зброя - тип швидкострільної зброї, яка прискорює метальний снаряд, як кулемет, але працює за іншим принципом. Центрифужна зброя має диск, який швидко обертається щоб надати центрифужну силу кулі, замість використання порохових газів.
Паровий центрифужний кулемет побудував Чарльз Дікінсон з Бостона, яку тестували під час громадянської війни в США. Ця зброя була популярною, але її розробку помилково приписують мільйонеру і винахіднику з Меріленду Росу Вінансу. Інший центрифужний кулемет, з ручним колінвалом і стріляв мушкетними кулями, був розроблений Робертом МакКарті в той саме час. Незважаючи на тестові стрільби в присутності Авраама Лінкольна, кулемет МакКарті не було прийнято на озброєння. Проте, Дальгрен серйозно зацікавився прототипом МакКарті, він побудував паровий 12 фунтовий кулемет, який міг зробити 15 пострілів за 16 секунд і мав дальність стрільби в милю. Хоча він був дуже не точною. За істориком Роберта Брюса: "єдиною жертвою центрифужної зброї під час Громадянської війни, мабуть, був один з армійських мулів".
Подібну зброю тестували навіть під час Першої світової війни в бюро стандартів США. В випробуваннях використали прототип адвоката Едварда Мура, який рекламували як безшумний кулемет. Прототип мав потужний електромотор який обертав рифлений ротор. Випробування скасували через низьку точність зброї. Мур отримав на свою розробку патент номер 1332992. Інший патент на конструкцію за номером 1311492 було видано в липні 1919. Інший центрифужний кулемет часів першої світової мав живлення від авіаційного двигуна. Цю розробку представив Е. Л. Райс. Нею зацікавилися Роберт Ендрюс Міллікан та Національна науково-дослідна рада; в результаті було дано висновок "без перспектив".
В 2005 було представлено нову центрифужну зброю під назвою DREAD, яку розробив Чарльз Сент-Джордже. Її обговорювали в журналах New Scientist та Annals of Improbable Research. DREAD, було запатентовано в 2003, стверджується, що швидкість метального снаряду, який вилітає з цієї зброї, дорівнює 300 м/с.
В випуску "Руйнівників міфів" за 2007 рік Адам та Джеймі побудували репліку парового кулемета Вінанса і визнали його недієздатним.